# Estrémadure
Pour les articles homonymes, voir Estrémadure (homonymie), Estremadura (homonymie) et Extremadura (homonymie).
Ne doit pas être confondu avec Estrémadure (Portugal).

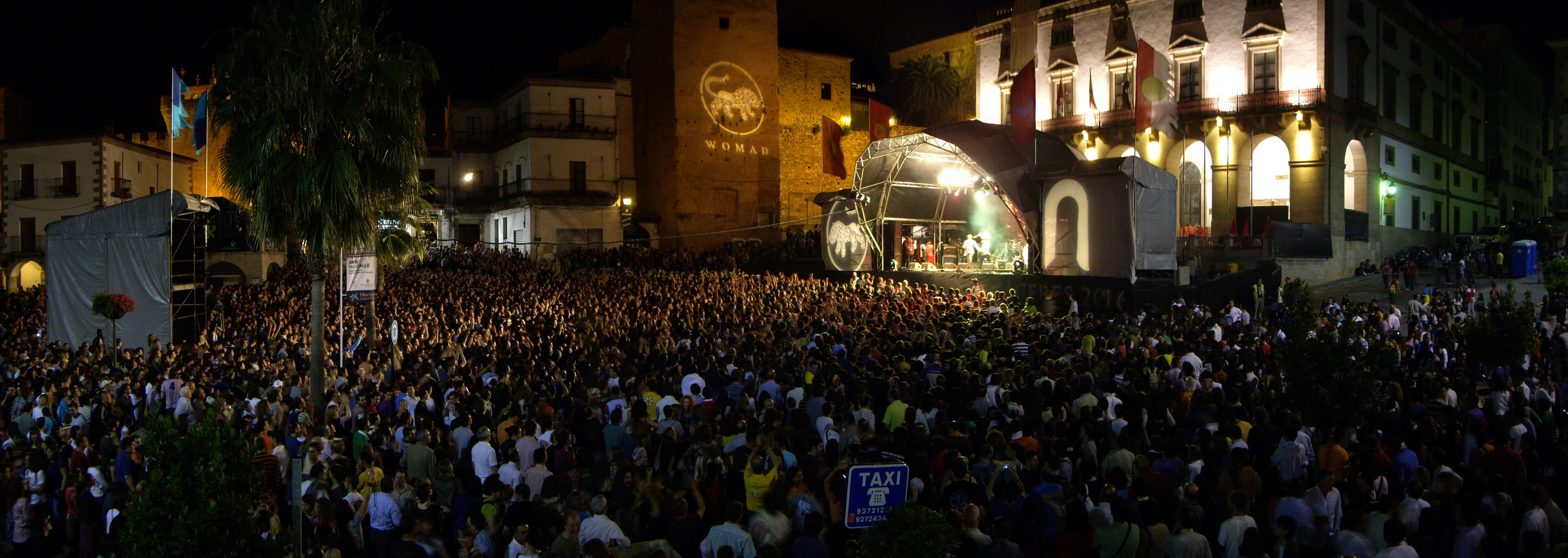
Festival des musiques du monde WOMAD à Cáceres.

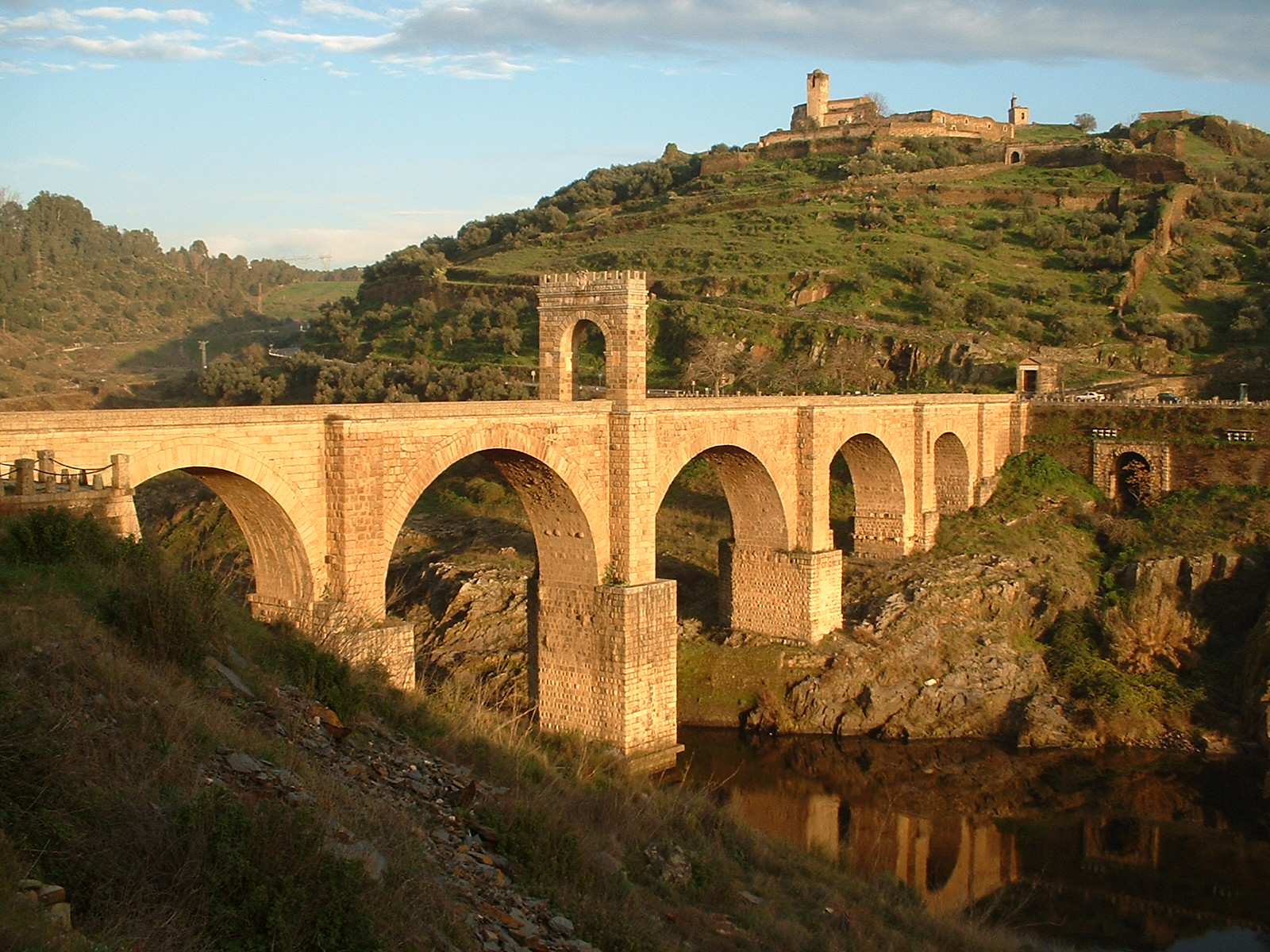
Pont romain d'Alcántara.

L'Estrémadure (en espagnol : Extremadura ; estrémègne : Estremaúra) est l'une des 17 communautés autonomes d'Espagne. Située dans le sud-ouest du pays, elle partage ses frontières avec le Portugal ainsi que les régions espagnoles de Castille-et-León, Castille-La Manche et Andalousie.

## Toponymie
Il existe plusieurs hypothèses sur l'origine du nom de l'Estrémadure :
- Dérivé du latin Extrema Dorii : « Extrémités du Douro », ou plutôt « à l'autre bout du Douro », en référence à sa position au sud de ce fleuve, qui servait à désigner les territoires situés au sud du bassin du Douro et de ses affluents[1].
- Cependant, plusieurs médiévistes expliquent le nom espagnol Extremadura « Estrémadure » comme un dérivé de extremo « extrême » auquel aurait été ajouté le suffixe -dura. Ainsi, il signifierait simplement l'extrémité sud d'un royaume, la frontière des royaumes chrétiens du nord, en particulier les royaumes de León et de Castille avec al-Andalus. L'Estrémadure est également le nom donné aux territoires « extrêmes », plus éloignés et en première ligne pendant la Reconquista, du royaume de León, qui occupait initialement une grande partie de l'actuelle province de Cáceres, s'étendant vers le sud après la conquête du royaume taïfa de Badajoz : c'était, sensu stricto, « l'Estrémadure de León » [1],[2].

Ce toponyme ne doit pas être confondu avec celui de l'ancienne province portugaise du même nom, l'Estrémadure.
Les populations gitanes de la région appellent l'Estrémadure Marochende, « Terre du pain », qui vient des mots manró, « pain », et chen, « terre », en langue Caló.

## Histoire

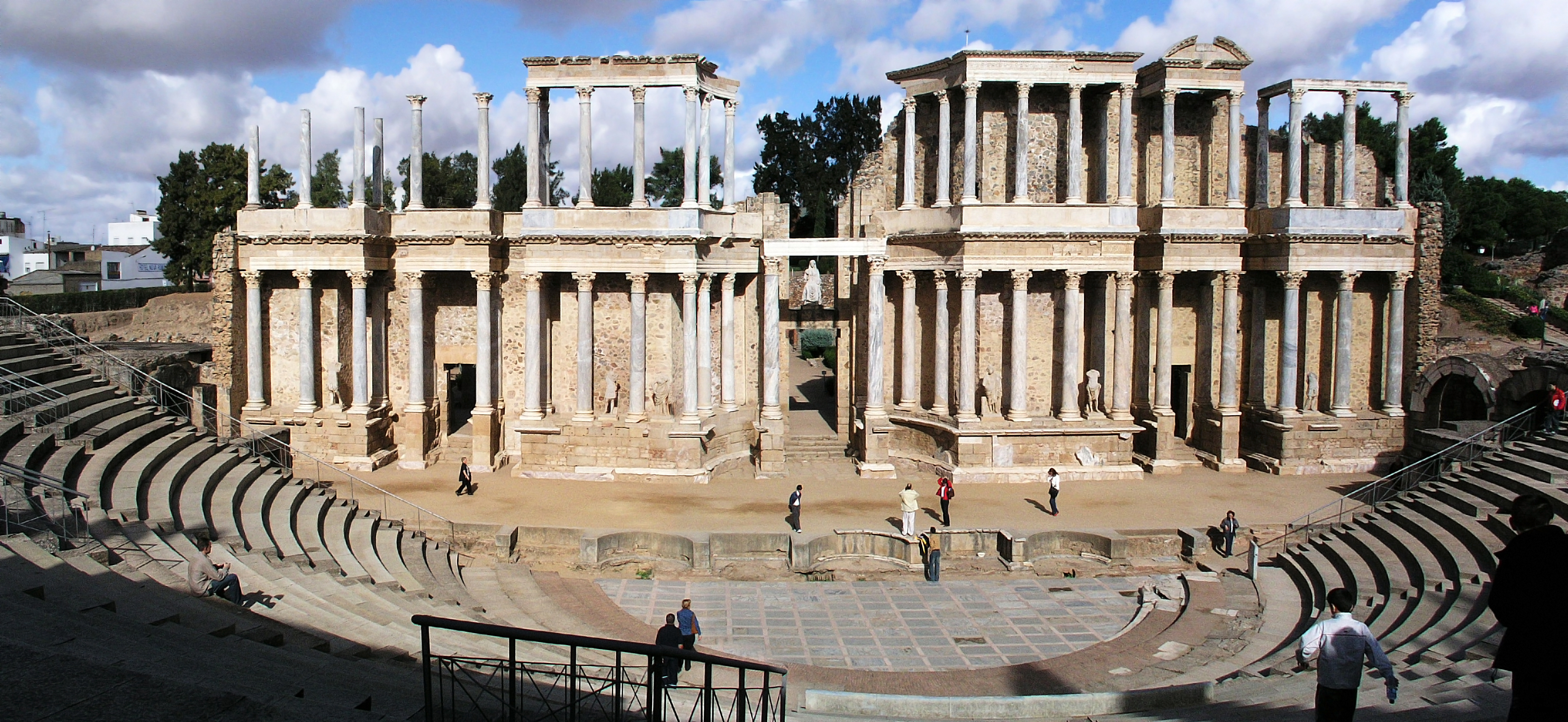
Théâtre romain de Mérida.

Les Tartessiens, les Celtes et les Lusitaniens étaient présents en Estrémadure avant l'arrivée des Carthaginois.
Les Romains fondèrent de nombreuses villes : Emerita Augusta (Mérida) fondée par Auguste en -25, Norba Caesarina (Cáceres), etc.
La région, ravagée au début du Ve siècle par les Vandales, les Suèves et les Alains, sera conquise par les Wisigoths du roi Euric dans les années 470. À partir du VIe siècle, Mérida devient un important centre politique et religieux (arien) wisigothique. Le roi wisigoth Agila Ier y établira sa capitale vers 550.
La région se développe à l'époque de l'émirat de Cordoue avec la fondation de Badajoz en 875 par Ibn Marwan, un muwallad, qui en fait son fief aux dépens de l'émir. Badajoz sera au XIe siècle la capitale d'un royaume (taifa) s'étendant sur une bonne partie de l'Estrémadure et du Portugal actuels, avant d'être envahis au sud par les Almoravides puis les Almohades, au nord par les royaumes de Léon, de Castille et de Portugal.
Alphonse VIII de Castille fonde Plasence en 1186, et Alphonse IX conquiert Cáceres en 1229 puis Mérida et Badajoz en 1230. Ferdinand III prend Medellín quelques années plus tard.

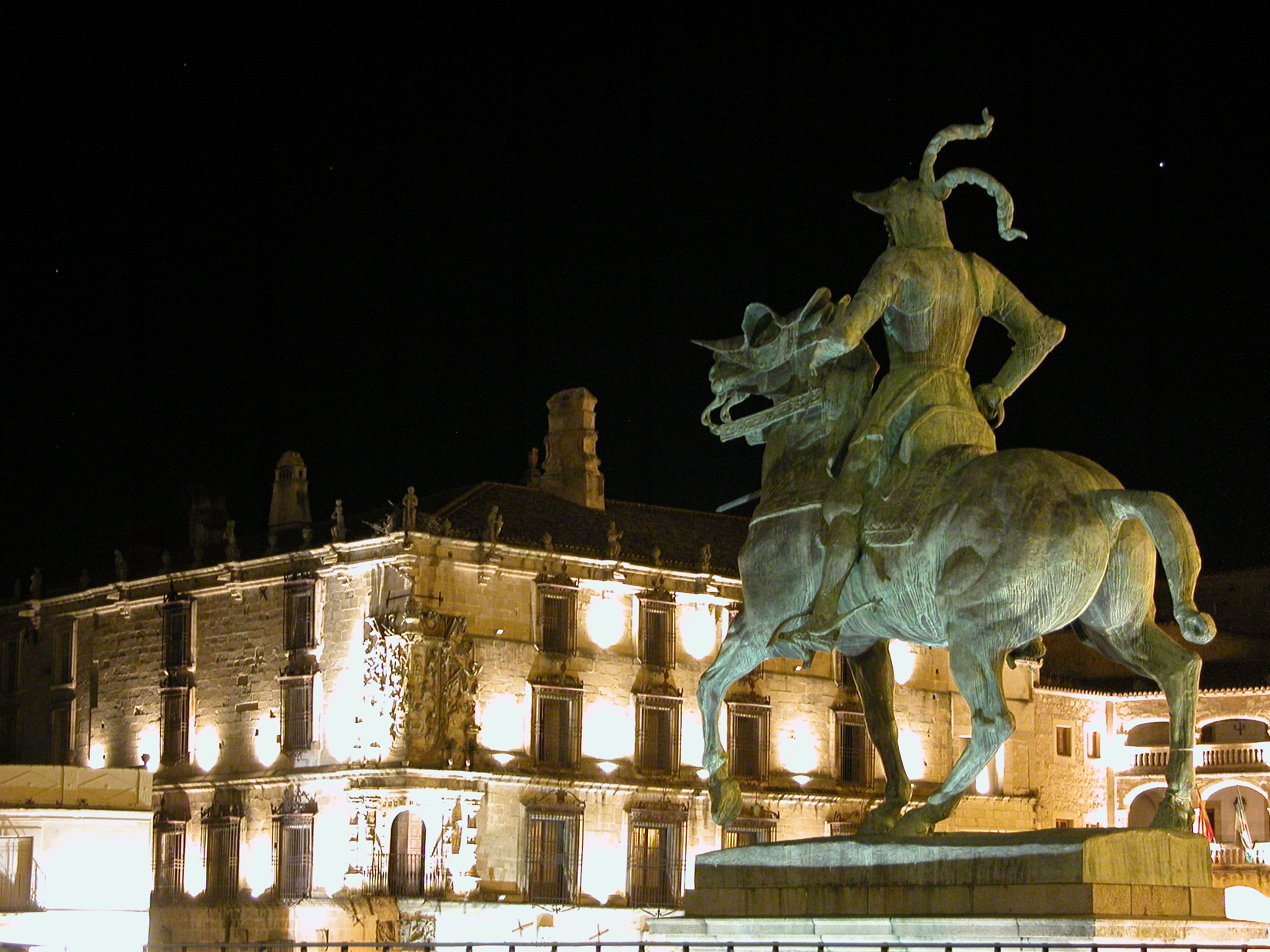
Statue de Francisco Pizarro à Trujillo.

La province verra la naissance des principaux conquistadores du XVIe siècle : Hernán Cortés, Hernando Pizarro. La conquête des Amériques apportera ainsi une richesse éphémère à la province.
En 1801, l'Espagne est parvenue à occuper le district d'Olivença situé au sud de Badajoz. Malgré l'accord commun de reconnaissance du territoire portugais, l'Espagne refuse de procéder à la cérémonie de rétrocession. Depuis, le Portugal continue de revendiquer le district d'Olivenza.
Durant la guerre civile espagnole, la région connait de grandes violences. Lors du déclenchement du coup d’État militaire le 17 juillet 1936, les rebelles s'emparent immédiatement de la partie nord de la province. Les autorités républicaines parviennent à garder le contrôle du sud autour de Badajoz.
Mais en août 1936, Franco organise la conquête des zones républicaines depuis Séville. Il lance des troupes issues de l'Armée d'Afrique afin de faire le lien entre la base marocaine du soulèvement et les territoires de l'ouest contrôlés par les nationalistes (voir l'article: Campagne d'Estremadure). Les légionnaires, dirigés par  Juan Yagüe, s'emparent facilement du sud de la province dont les autorités républicaines n'ont pu organiser la défense. Cette conquête s'accompagnent de massacres comme ceux Almendralejo et de Badajoz. Hors combats, l'historien Paul Preston a décompté 10 594 tués dans la répression menée par les nationalistes (contre 1 567 morts à la suite des violences des Républicains).
Le 26 février 1983, l'Estrémadure devient une communauté autonome.

## Géographie

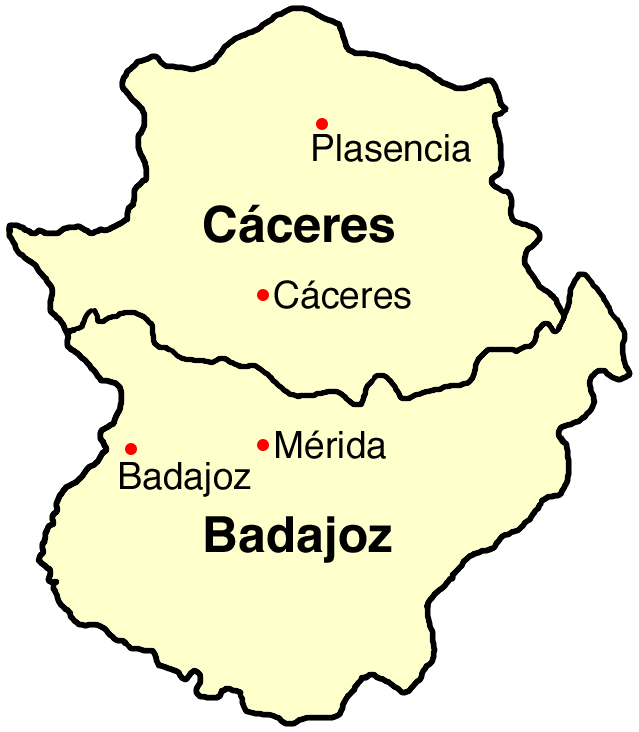
Les deux provinces.

La région est composée de deux provinces, Cáceres au nord (aussi appelée Haute Estrémadure ou Alta Extremadura) et Badajoz au sud (Basse Estrémadure ou Baja Extremadura). La superficie de l'Estrémadure est quasiment la même que celle des Pays-Bas.
La capitale de la communauté, Mérida, est située dans la province de Badajoz.
Les principaux fleuves qui la traverse sont le Tage et le Guadiana.
L'Estrémadure compte 383 villes. Badajoz, avec 151 565 habitants, est la ville la plus peuplée, suivie par Cáceres avec 95 026 habitants, Mérida avec 57 797 habitants, l'agglomération de Don Benito (36 660 habitants) et Villanueva de la Serena (26 076 habitants) avec 62 736 habitants, Plasencia avec 41 392 habitants et Almendralejo avec 34 319 habitants.

### Relief
La région occupe le sud-ouest de la Meseta centrale, bordée au sud par la Sierra Morena et au nord par le Système central.
Du nord au sud, plusieurs paysages se succèdent : d'abord les pentes méridionales du Système central, la vallée du Tage, les Sierras Centrales Extremeñas (étant en fait la continuation vers l'ouest des monts de Tolède), la vallée du Guadiana ainsi que la Sierra Morena au sud.

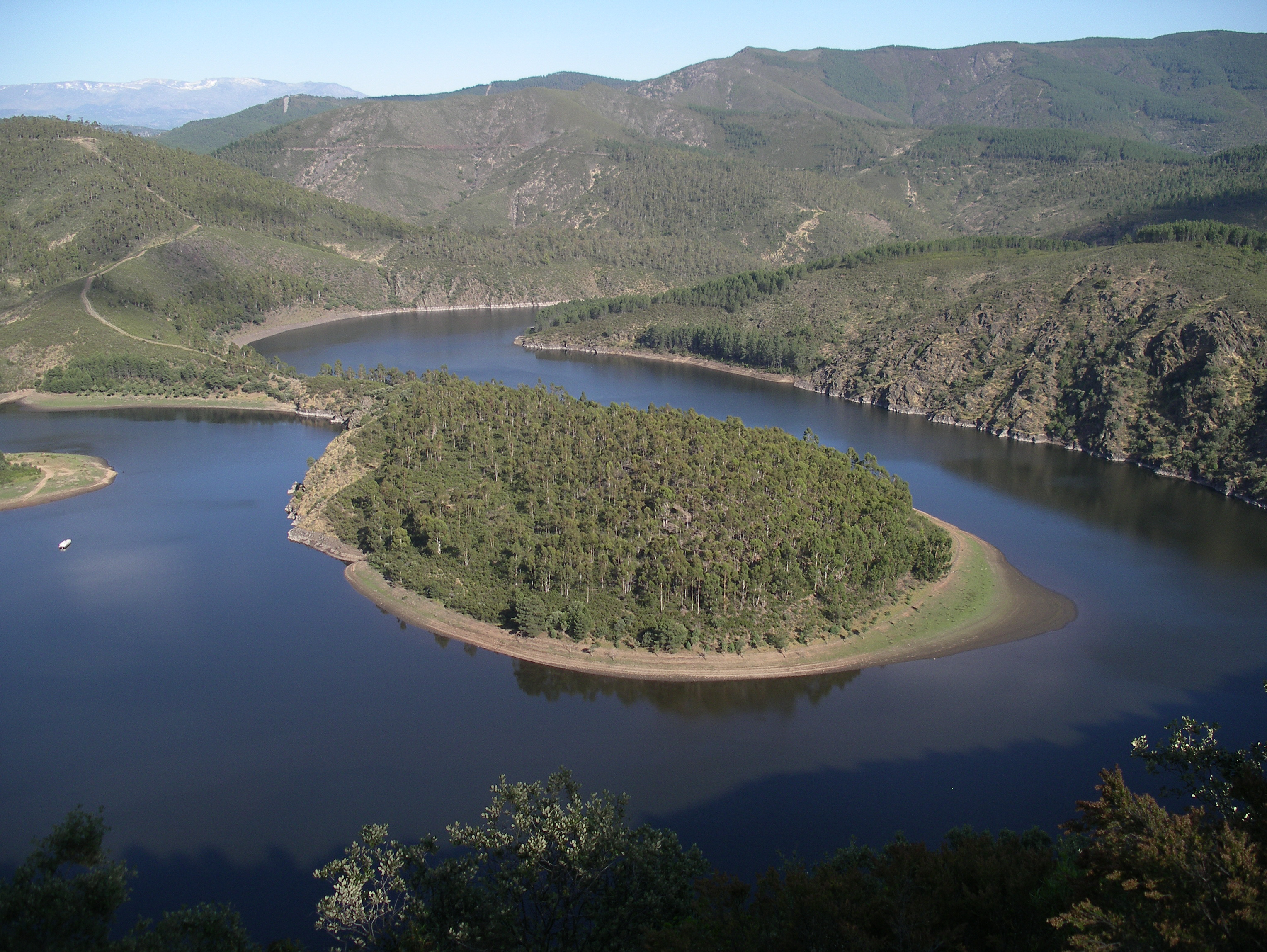
Paysage de Las Hurdes (dans le nord de la région).

## Tourisme

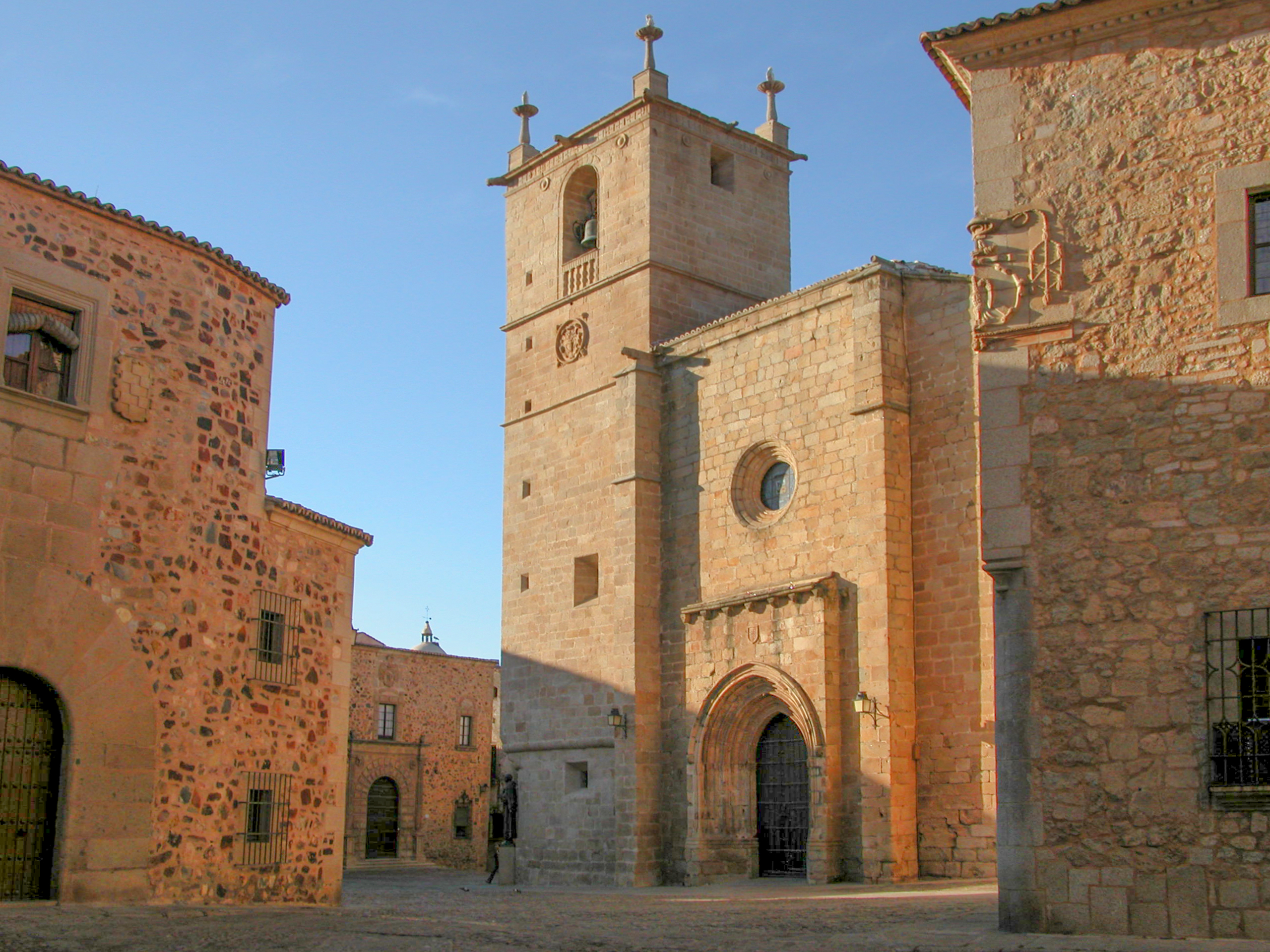
Cathédrale de Cáceres.

L'Estrémadure conserve des vestiges monumentaux et artistiques qui montrent la variété de gens et de cultures qui ont habité ces terres du centre-ouest de l'Espagne depuis des temps préhistoriques.
Mérida, l'antique Emerita Augusta, conserve plusieurs vestiges architecturaux de l’époque romaine, quand la cité était la capitale de la Lusitanie. Depuis 1986, elle possède le Musée national d’Art romain, construit par l’architecte espagnol Rafael Moneo. Parmi ces restes se distinguent le Théâtre et l'Amphithéâtre, ainsi que le pont sur le Guadiana et l'aqueduc des Miracles alimenté en eau par une construction toujours en état de conservation, le barrage romain de Proserpine. Mérida est en outre la capitale de la Communauté autonome d'Estrémadure et tous les bâtiments du Gouvernement régional y sont situés.
La ville de Cacerès a été déclarée en 1986 patrimoine mondial de l'UNESCO, parce qu’elle réunit la conjonction urbaine du Moyen Âge et de la Renaissance la plus complète du monde. La cathédrale Sainte-Marie, le palais de Las Veletas (Musée archéologique), du palais de los Golfines de Arriba et de los Golfines de Abajo, la Casa del Sol, également la Torre de Bujaco, édifice emblématique de la cité et de l'Arco de la Estrella, en sont les plus beaux et impressionnants monuments.
De plus, elle se met en valeur en étant le siège d’un des trois campus que compte l’université d’Estrémadure (avec Badajoz et Cacerès) et par le dynamisme de sa vie culturelle au sein de la Communauté autonome.

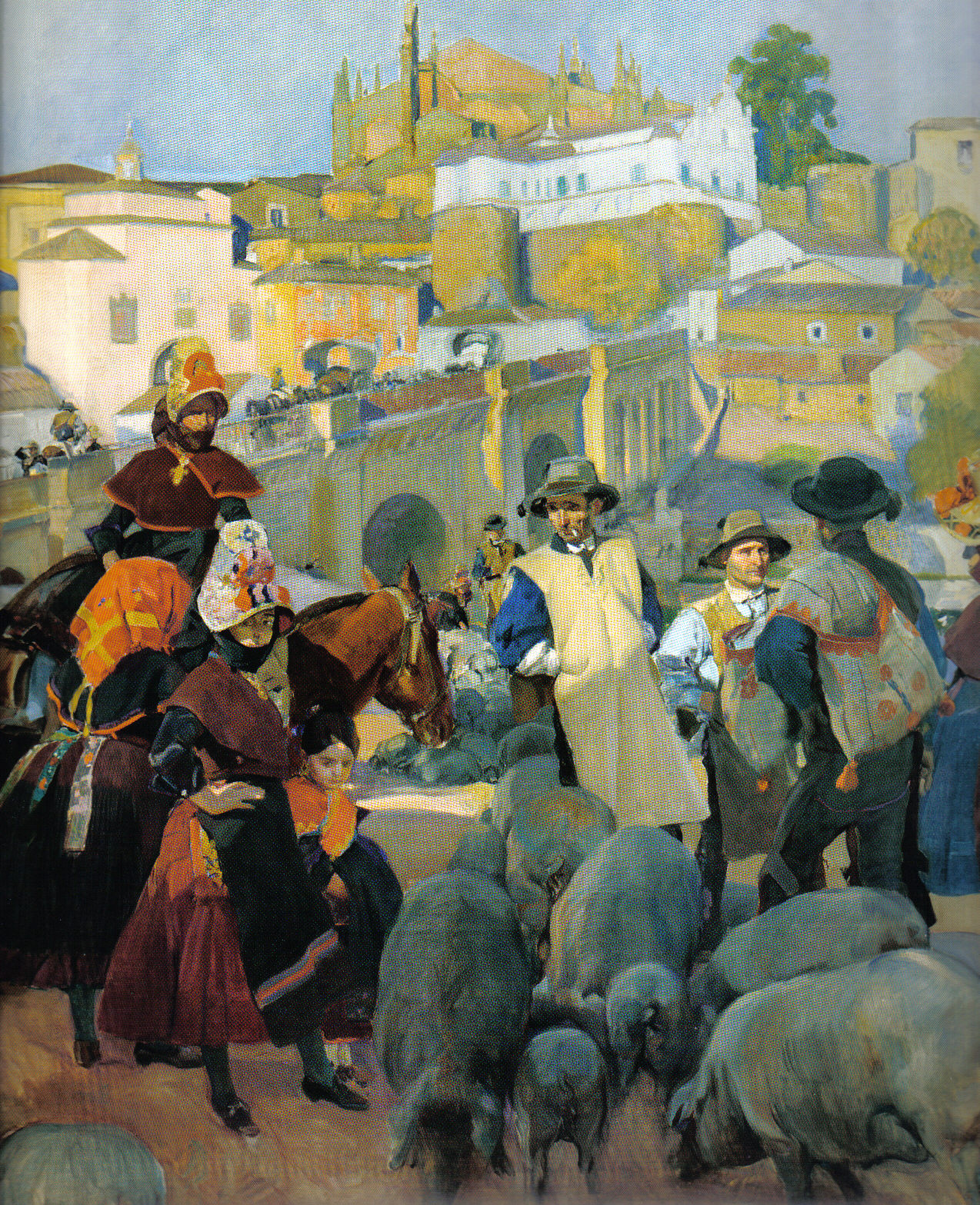
Vision d'Espagne : Estrémadure
Joaquín Sorolla, 1917
The Hispanic Society of America, New York

La situation de Badajoz à la frontière avec le Portugal fait que son importance commerciale est grande. La ville, siège d'un archevêché, a une cathédrale du XIIIe siècle. Les autres monuments remarquables sont le palais Duc du Roc, le pont sur le fleuve Guadiana, du XVIe siècle, le Musée archéologique et la porte de Paumes. Le MEIAC (musée estrémègne et ibéro-américain d'Art contemporain), qui expose les œuvres d'art de peintres d’Estrémadure et d'Amérique latine, est aussi à Badajoz.
Les autres sites d'intérêt majeur d'Estrémadure sont le monastère de Guadalupe, les villes de Trujillo et de Plasence, la vallée de la rivière Jerte et les régions de la Sierra de Gata et Les Hurdes, dans la province de Cáceres ; la ville de Zafra, de Fregenal de la Sierra, Jerez de los Caballeros, entre autres, dans la province de Badajoz.

## Politique
En 2006, le président socialiste sortant de la Communauté autonome, Juan Carlos Rodríguez Ibarra, en poste depuis 1983, annonce qu'il ne se représentera pas aux prochaines régionales. Après la victoire des socialistes aux régionales du 27 mai 2007, il est remplacé par Guillermo Fernández Vara. À la suite des élections du 22 mai 2011, la région bascule à droite et José Antonio Monago devient président de la Communauté le 7 juillet 2011. Vara revient au pouvoir en 2015.

## Économie
La région est l'une des plus pauvres d'Espagne. En 2018, l'Institut national des statistiques (INE) indique que 38,9 % de ses habitants vivent dans la pauvreté ou la précarité.

## Chronologie
- 1983 : l'Estrémadure devient une communauté autonome. Élections régionales : victoire du PSOE avec 35 sièges. Président : Rodríguez Ibarra.
- 1987 : élections régionales, victoire du PSOE avec 34 sièges
- 1991 : élections régionales : victoire du PSOE avec 39 sièges
- 1995 : élections régionales, majorité relative du PSOE avec 31 sièges. Izquierda Unida (IU) remporte 6 sièges
- 1999 : élections régionales, victoire du PSOE avec 34 sièges
- 2003 : élections régionales, majorité absolue du PSOE avec 36 sièges
- 2007 : élections régionales, majorité absolue du PSOE avec 38 sièges. Nouveau président : Fernández Vara.
- 2011 : élections régionales, victoire du PP avec 32 sièges. Nouveau président : José Antonio Monago.
- 2015 : élections régionales, victoire du PSOE avec 30 sièges. Podemos remporte 6 sièges. Nouveau président : Fernández Vara.

## Estrémègnes célèbres

### Musiciens
- Rosa Morena, (chanteuse)
- Soraya Arnelas, (chanteuse)
- Esteban Sánchez, (pianiste)
- Roberto Iniesta (chanteur et guitariste)

### Peintres

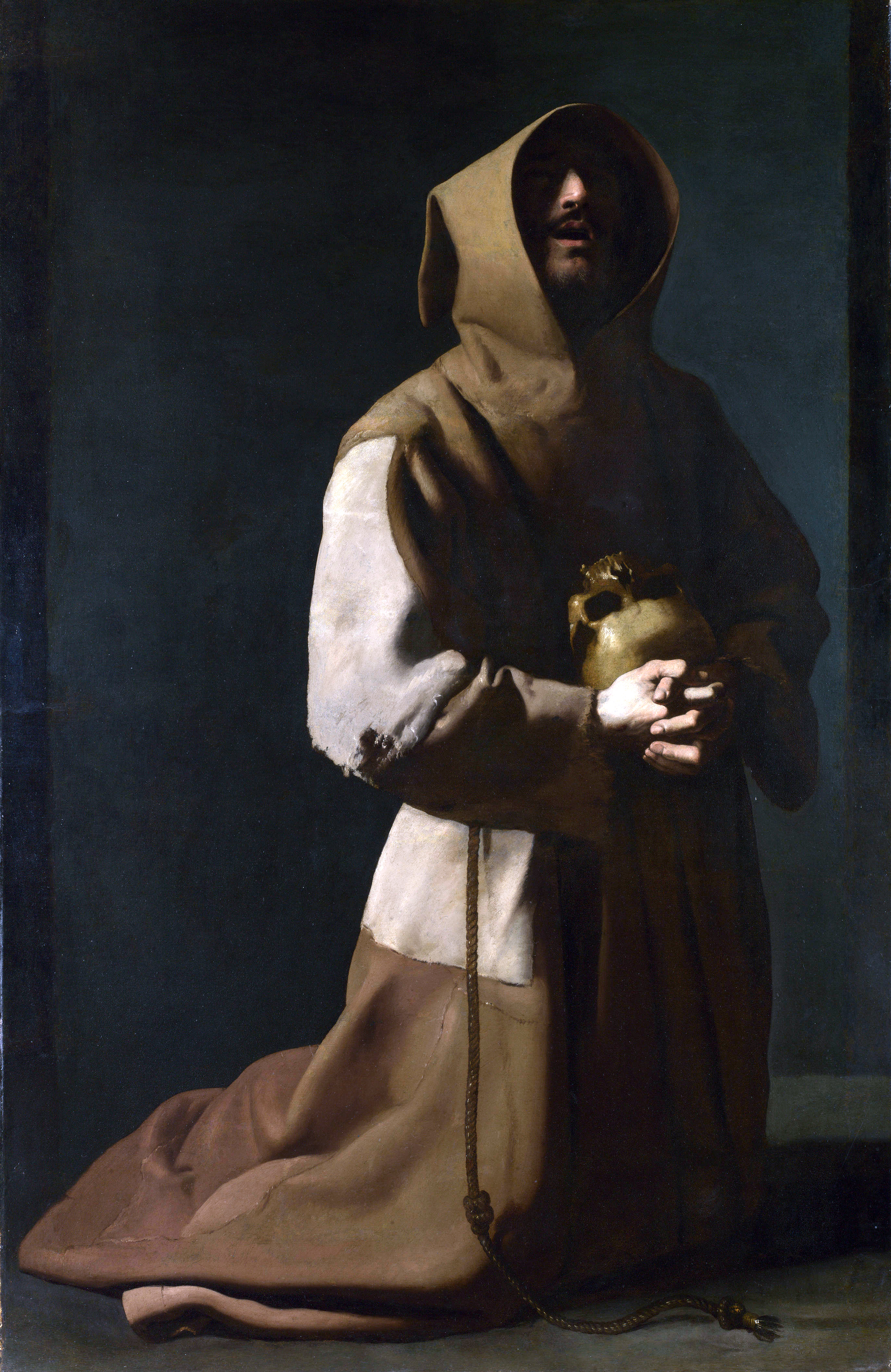
Tableau de Francisco de Zurbarán, peintre né en Estrémadure.

- Francisco de Zurbarán (peintre, 1598)
- Luis de Morales (peintre, 1586)
- Eugenio Hermoso (peintre et sculpteur, 1883)
- Antonio José Herrero Uceda (peintre, 1953)

### Écrivains et poètes
- José de Espronceda (poète, 1808)
- Juan Donoso Cortés (écrivain, 1809)
- Carolina Coronado (poète, 1821)
- José María Gabriel y Galán (poète, 1870)
- Mario Roso de Luna (écrivain, 1874)
- Luis Chamizo Trigueros (poète, 1894)
- Dulce Chacón (poète, 1954)

### Conquistadors

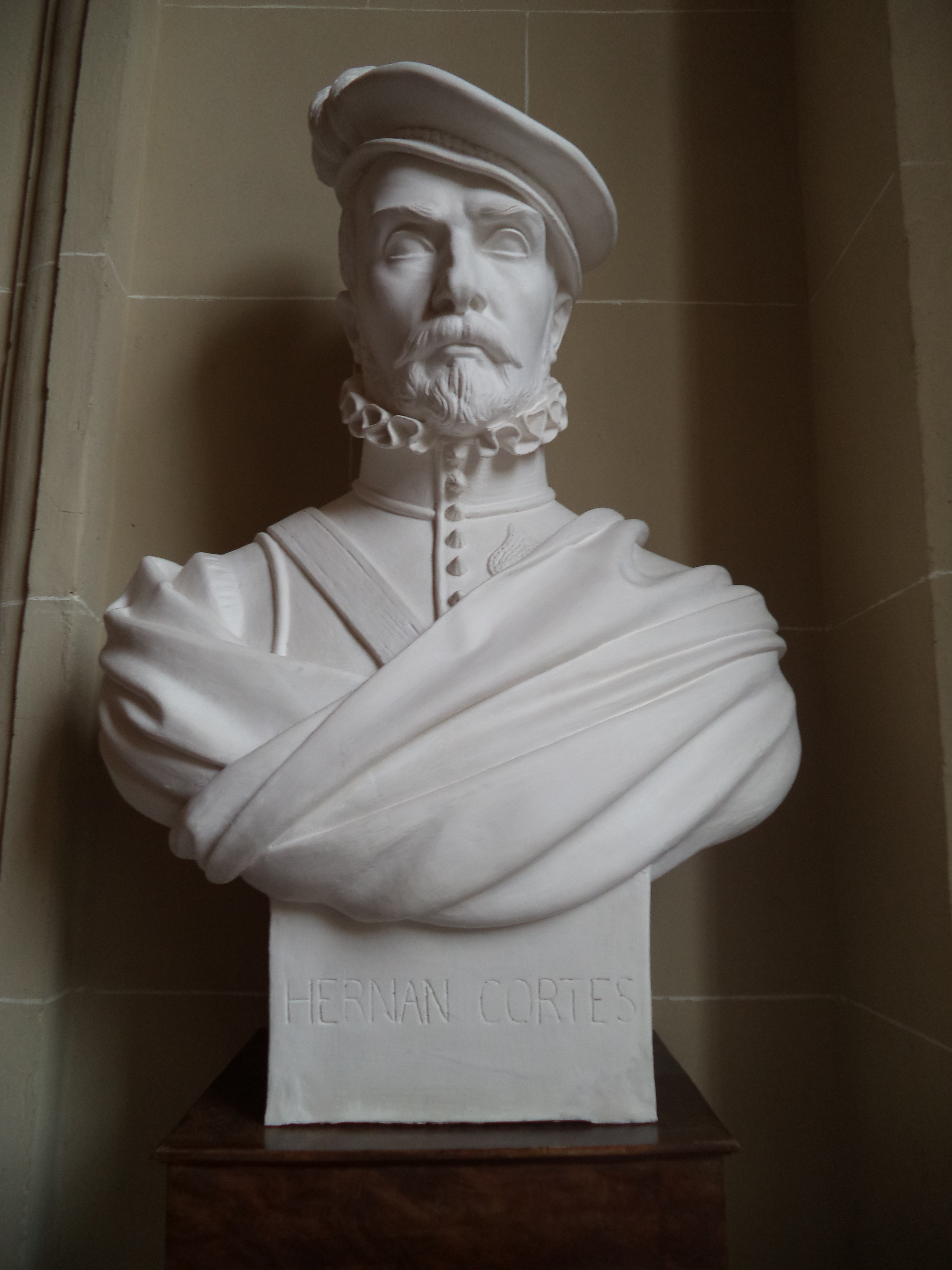
Hernán Cortés, conquistador du Mexique.

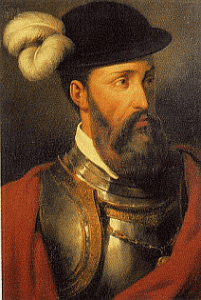
Francisco Pizarro, conquistador du Pérou.

De nombreux conquistadors naquirent en Estrémadure :
- Francisco Pizarro ;
- Hernando Pizarro ;
- Francisco de Orellana ;
- Hernán Cortés ;
- Hernando de Soto ;
- Pedro de Valdivia ;
- Diego de Almagro ;
- Pedro de Alvarado ;
- Vasco Núñez de Balboa ;
- García de Holguín.

### Sportifs
- César Sánchez, footballeur
- Fernando Morientes, footballeur
- José Manuel Calderón, joueur de basket-ball